# Звончары
Звончары (хорв. zvončari) — древний хорватский обычай, обряды которого совершались в Мясопуст накануне Великого поста. Ранее обряд был распространён у хорватов повсеместно, в настоящее время наиболее сохранился в Каставицком крае. Обряд вошёл в список ЮНЕСКО Шедевры устного и нематериального культурного наследия.
В восточной Хорватии участники обряда, как правило, молодые парни, одетые в шкуры и рогатые маски, обвязанные большими коровьими колокольчиками, ходят по улицам и стараются звонить и всячески шуметь, отгоняя злых духов. В западной Хорватии надевают шляпу, украшенную цветами и лентами, — это связано с нахождением западной Хорватии в составе Италии, где действовал запрет на ряженье в животных. Смысл обряда — прогнать зиму, отпугнуть злых духов, продуцирующая «магия плодородия». Традиция сохранилась с дохристианских времён. Многие деревни имеют собственные группы звончаров.